# Tubize
Tubize (niederländisch Tubeke) ist eine Gemeinde in der belgischen Provinz Wallonisch-Brabant. Sie besteht aus den vier Ortsteilen Tubize, Clabecq, Oisquercq und Saintes. 1978 erhielt Tubize den Europapreis.

## Politik

### Gemeinderat
Der Gemeinderat (Conseil Communal) hat 27 Mitglieder, aus ihm heraus wird das Collège mit dem Bürgermeister und sechs Schöffen (Echevins) gebildet.

### Städtepartnerschaften
Tubize hat drei bestehende Städtepartnerschaften: seit 1964 mit Korntal-Münchingen in Deutschland und Mirande in Frankreich sowie seit 1974 mit Scandiano in Italien.

## Geschichte
Tubize taucht bereits in Urkunden der Karolinger im 9. Jahrhundert auf: 877 schenkte Karl der Kahle dem Kloster Nivelles Güter in „Tobacum“ und 897 war es Zwentibold, der demselben Kloster Güter in „Tobace“ übereignete.

## Sport
Der AFC Tubize ist ein Fußballverein aus Tubize, der in der Saison 2008/09 in der höchsten belgischen Spielklasse, der Ersten Division, spielte.
Seit dem 15. Oktober 2021 befindet sich der Hauptsitz des Königlichen belgischen Fußballverbandes in Tubize. Dort liegt auch das verbandseigene Trainingsgelände der Nationalmannschaften, das Proximus Basecamp.

## Wirtschaft und Infrastruktur

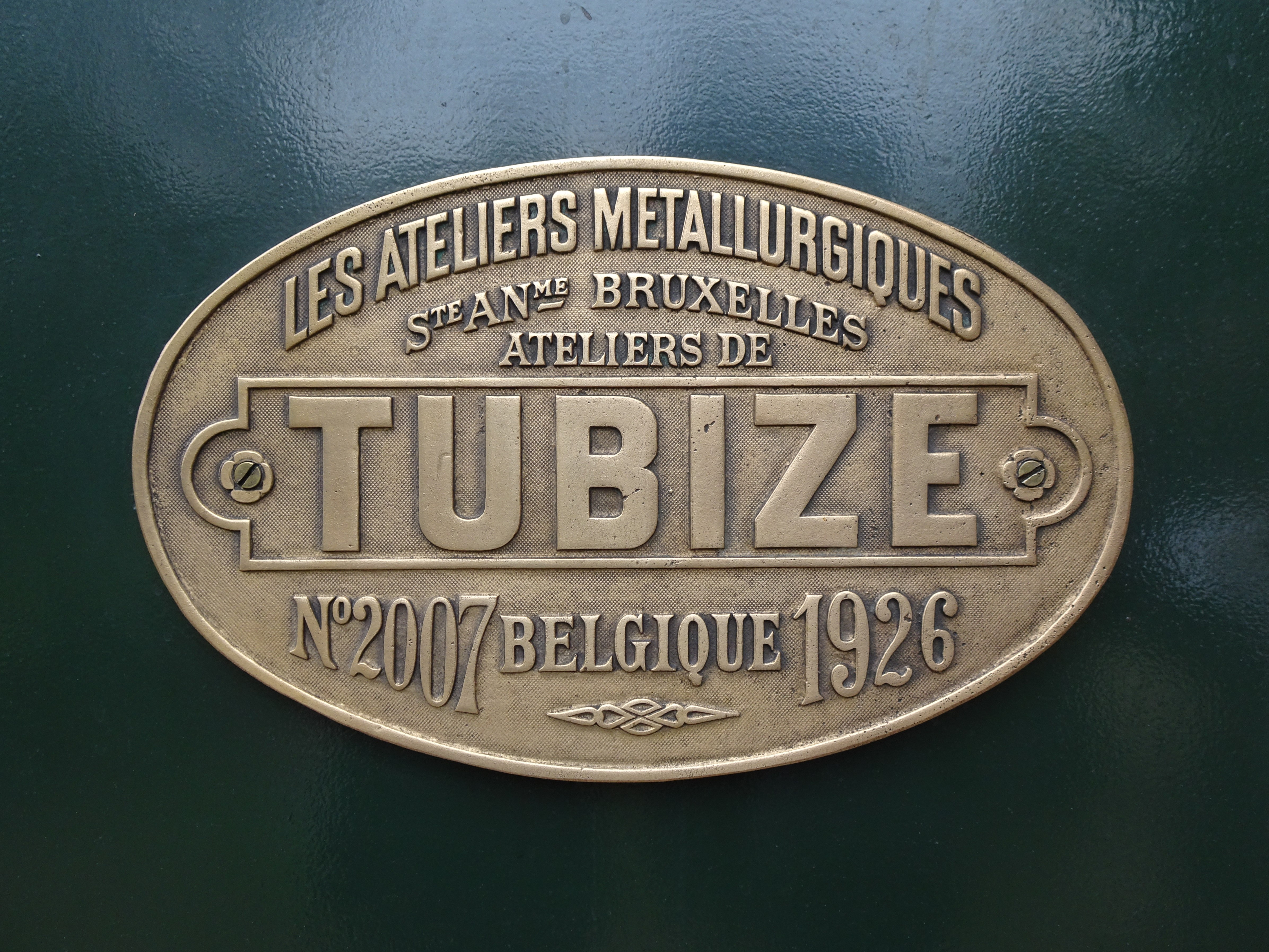
Fabrikschild der Lokomotivfabrik in Tubize von 1926

Tubize war Sitz einer der größten Lokomotivfabriken Belgiens. Das 1855 gegründete Werk hatte mehrere Besitzer. Die bekanntesten waren die 1880 gegründete La Métallurgique, die 1905 von den Ateliers Métallurgiques abgelöst wurde. Das Werk wurde 1958 geschlossen und produzierte in seinem gut hundertjährigen Bestehen nahezu 2300 Lokomotiven. Es war die zweitwichtigste Lokomotivfabrik Belgiens.

## Söhne und Töchter der Gemeinde
- Raymond Langendries (* 1943), belgischer Politiker, MdEP
- Walter Baseggio (* 1978), belgischer Fußballspieler

## Einzelnachweise

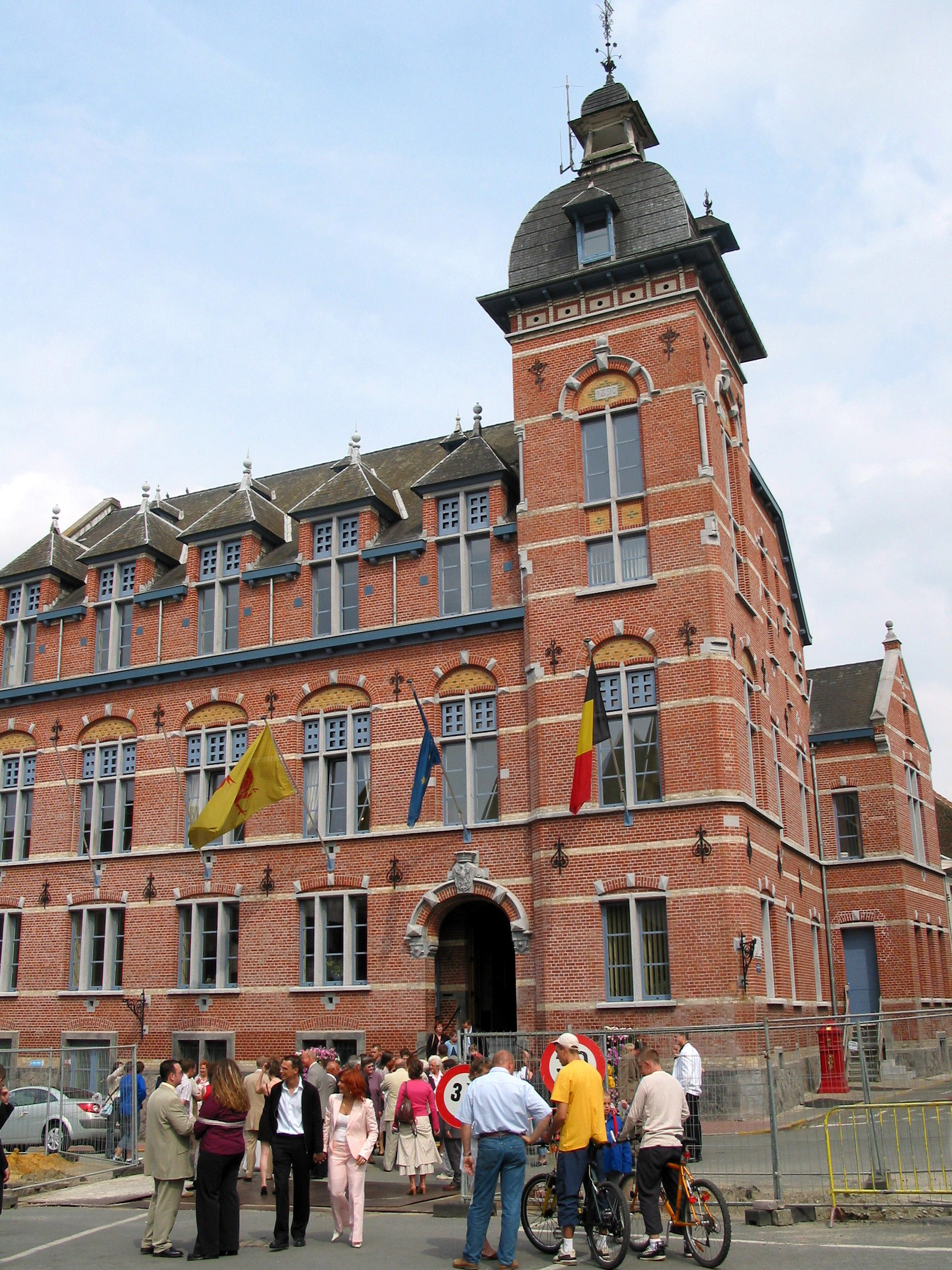
Rathaus von Tubize